# Éducation permanente (revue)
 (mars 2021).

La revue de l'éducation permanente est une revue francophone de recherche dans le champ de formation ,et de l'éducation des adultes. C'est la seule revue spécialisée suisse consacrée à la formation continue. Elle est publiée en partenariat avec le Conservatoire national des arts et métiers (CNAM).

## Création de la revue
Bertrand Schwartz, ancien conseiller à l’Éducation permanente auprès du ministre de l’Éducation nationale, crée en 1969 la revue Éducation permanente. L’idée derrière sa création est de confronter les compétences et positions d’acteurs d’horizons diversifiés (industriels, syndicalistes, enseignants, chercheurs, ingénieurs, formateurs, animateurs, psychosociologues) sur les questions en lien avec «l’éducation permanente». Bertrand Schwartz veut mettre en avant dans la revue des sujets liés à l’éducation permanente, qui a selon lui pour objectif « de rendre capable toute personne de devenir agent de changement, c’est-à-dire de mieux comprendre le monde technique, social, culturel qui l’entoure, d’agir sur les structures dans lesquelles elle vit et de les modifier ; d’apporter à chacun une prise de conscience de son pouvoir en tant qu’être agissant ; de faire des êtres autonomes dans le sens d’êtres capables de se situer et de comprendre leur environnement, de l’influencer et de comprendre le jeu relatif entre l’évolution de la société et la leur propre, d’êtres capables de "riposter" à l’évolution et à la mutation de la société ».

## Présentation de la revue
Éducation Permanente est une revue biannuelle disponible dans une version imprimée, mais également en gratuitement en ligne, en allemand et en français (certains articles en ligne sont également publiés en italien). Éducation Permanente est une revue de recherche et une référence sur la formation des adultes.
Éducation Permanente est classée parmi les revues de Science de l’éducation par l’HCERES. Elle satisfait les règles en vigueur dans toutes les revues à caractère scientifique, c’est-à-dire anonymisation des articles proposés et évaluation par deux experts qui formulent un avis.